# Genussa pallida
Genussa pallida är en fjärilsart som beskrevs av Paul Dognin 1925. Genussa pallida ingår i släktet Genussa och familjen mätare. Inga underarter finns listade i Catalogue of Life.